# Félix Pélissier
Pour les articles homonymes, voir Pélissier.
Félix Pélissier, né le 4 décembre 1812 à Vonges (Côte-d'Or) et mort le 2 août 1887 à Paris, était un général et homme politique français.

## Biographie
Frère du maréchal Aimable Pélissier, duc de Malakoff, entré à l'école Polytechnique en 1833, il est officier dans l'artillerie de marine. Nommé général de division en novembre 1870, il poursuit sa carrière comme inspecteur des troupes coloniales.
Conseiller général du canton de Bourbonne en 1871, président du conseil général de la Haute-Marne en 1875, il est sénateur de la Haute-Marne de 1876 à sa mort, siégeant dans la majorité républicaine et nommé questeur du Sénat en 1878.